# Colomyia hordei
Colomyia hordei är en tvåvingeart som beskrevs av Barnes 1927. Colomyia hordei ingår i släktet Colomyia och familjen gallmyggor. Inga underarter finns listade i Catalogue of Life.